# Serhij Radewycz
Serhij Anatolijowycz Radewycz, ukr. Сергій Анатолійович Радевич (ur. 4 stycznia 1984 w Połtawie) – ukraiński piłkarz występujący na pozycji obrońcy.

## Kariera klubowa
Wychowanek Szkoły Sportowej im. Iwana Horpynki w Połtawie, barwy której bronił w juniorskich mistrzostwach Ukrainy (DJuFL). Karierę piłkarską rozpoczął 22 kwietnia 2001 w drugiej drużynie połtawskiej Worskły, jednak nie potrafił zostać podstawowym piłkarzem w pierwszym składzie. Na początku 2007 roku przeniósł się do drugoligowego FK Ołeksandrija. W sierpniu 2007 został piłkarzem Stali Kamieńskie. Jednak w 2008 roku opuścił Ukrainę i wyjechał do Rosji. W 2008 roku grał w drużynie Magnit Żeleżnogorsk, która rywalizowała w amatorskich mistrzostwach Rosji. W rosyjskim klubie rozegrał jednak tylko 1 mecz. W 2009 roku wrócił do Ukrainy i podpisał kontrakt z Szachtarem ze Swierdłowska. W 2009 wrócił do rodzimego miasta, gdzie potem do 2010 bronił barw miejscowego FK Połtawa. W sezonie 2010/11 występował w klubach Feniks-Illiczoweć Kalinine i Bastion Illicziwśk. Na początku 2012 został zaproszony do zespołu UkrAhroKom Hołowkiwka, któremu pomógł zdobyć awans do Pierwszej Ligi. Po zakończeniu sezonu 2013/14 otrzymał status wolnego agenta i zakończył występy na poziomie zawodowym. Potem grał w drużynach amatorskich, m.in. Agrobiznes TSK Romny, FK Hłobyne, FK Kobelaki, FK Dykańka, MKS Karolina Jaworzyna Śląska.

## Kariera reprezentacyjna
W 2003 rozegrał jeden mecz w młodzieżowej reprezentacji Ukrainy.

## Sukcesy
UkrAhroKom Hołowkiwka
- mistrz Ukraińskiej Drugiej Ligi: 2012/13 (gr. B)
- wicemistrz Ukraińskiej Drugiej Ligi: 2012/13 (finał)

FK Połtawa
- brązowy medalista Ukraińskiej Drugiej Ligi: 2009/10 (gr. B)